# Аквавива д’Арагона, Франческо
Франческо Аквавива д’Арагона  (итал. Francesco Acquaviva d'Aragona; 14 октября 1665, Неаполь, Неаполитанское королевство — 9 января 1725, Рим, Папская область) — итальянский кардинал и папский дипломат, доктор обоих прав. Магистр Папской Палаты с 16 ноября 1797 по 23 марта 1700. Титулярный архиепископ Лариссы со 2 декабря 1697 по 17 мая 1706. Апостольский нунций в Испании с 6 апреля 1700 по 7 декабря 1706. Камерленго Коллегии кардиналов с 26 января 1711 по 2 марта 1712. Кардинал-священник с 17 мая 1706, с титулом церкви Сан-Бартоломео-аль-Изола с 8 июня 1707 по 28 января 1709. Кардинал-священник с титулом церкви Санта-Чечилия с 28 января 1709 по 12 июня 1724, in commendam с 12 июня 1724 по 9 января 1725. Кардинал-епископ Сабины с 12 июня 1724 по 9 января 1725.

## Биография
Родился в Неаполе в 1665 году в знатной семье графов Атри, из которой, помимо Франческо, вышло ещё шесть кардиналов. Обучался в университете Фермо, где защитил докторат по utroque iure, как по каноническому, так и по гражданскому праву.
С 1688 по 1700 год занимал несколько различных церковных постов. В 1697 году назначен титулярным епископом Лариссы, епископская хиротония состоялась 22 декабря 1697 года, её возглавлял кардинал Гаспаре Карпенья. В 1700 году назначен апостольским нунцием в Испании.
На консистории 17 мая 1706 года был возведён Папой Климентом XI в кардиналы с титулом церкви Сан-Бартоломео. В декабре того же года подал в отставку с поста нунция в связи с избранием кардиналом и переехал в Рим. 8 июня 1707 года получил из рук папы кардинальскую шапку.
В 1709 году сменил титулатуру, получив титул церкви Санта-Чечилия, а в 1724 году, незадолго до смерти, получил один из высших постов Римской курии — кардинала-священника Сабины. С 26 января 1711 года по 2 марта 1712 года занимал пост камерленго Коллегии кардиналов.
Принимал участие в конклавах 1721 и 1724 годов, избиравших соответственно Иннокентия XIII и Бенедикта XIII.
С 1713 года де-факто представлял интересы Испании при Римской курии, в частности организовывал брак короля Филиппа V с Изабеллой Фарнезе.
Умер 9 января 1725 года в Риме. Похоронен в базилике Святой Цецилии.